# Здание Мингорисполкома
Здание Мингорисполкома (Исполнительного комитета Минского городского Совета народных депутатов) — административное здание, расположенное на площади Независимости (проспект Независимости, 8).

## Архитектура
Пятиэтажное прямоугольное в плане здание было построено в 1963-1964 годах по проекту архитекторов С. С. Мусинского и Г. В. Сысоева. Формирует юго-восточную сторону застройки площади. Лопатки на всю высоту здания, три центральные и по одной по бокам, создают мерный ритм на фасаде. Плоскости между лопатками акцентированы рёбрами, которыми одновременно выдвинут главный и боковые входы. Вертикальные членения гармонируют с композиционным строем Дома правительства, инженерного корпуса Минского метрополитена и главного учебного корпуса БГУ.

## Интерьеры
Помещения расположены вдоль коридора, который отходит в обе стороны от лестнично-лифтового холла в центре. На четвёртом этаже находится двухсветный зал заседаний (450 м²) с фойе-выставкой.